# Sergio Pérez Moya
Sergio Pérez Moya (* 13. Oktober 1986 in Heroica Puebla de Zaragoza, Puebla) ist ein ehemaliger mexikanischer Fußballspieler auf der Position eines Verteidigers.

## Laufbahn
Sergio Pérez begann seine Laufbahn bei seinem Heimatverein Puebla FC, mit dem er gleich in seiner ersten Saison 2004/05 den Abstieg aus der ersten Liga hinnehmen musste und in der gesamten Spielzeit nur zu einem Einsatz bei der 0:3-Heimniederlage gegen die UANL Tigres am 7. Mai 2005 gekommen war, als der Abstieg bereits besiegelt war. In der folgenden Apertura 2005 gewann er mit seinem Verein die Meisterschaft der zweitklassigen  Primera División 'A', scheiterte jedoch im am Saisonende ausgetragenen Aufstiegsfinale am Querétaro FC.
Die Apertura 2006 gewann der Puebla erneut, aber diesmal ohne Pérez, der in dieser Halbsaison an die Indios de Ciudad Juárez ausgeliehen war. Zur Rückrunde wurde er vom Puebla FC zurückgeholt und somit war er ein Teil des Kaders, der sich durch einen Sieg im Gesamtsaisonfinale gegen die Dorados de Sinaloa die Rückkehr in die erste Liga erkämpfte.
Anfang 2010 wechselte Pérez zum CF Monterrey, mit dem er in der Apertura 2010 die mexikanische Fußballmeisterschaft gewann und anschließend auch zweimal in der CONCACAF Champions League erfolgreich war.
Die Clausura 2013 verbrachte er beim CD Guadalajara und die anschließende Saison 2013/14 beim CF Atlante. Während er bei diesen beiden Vereinen noch als Stammspieler agierte, kam er bei seinen beiden nächsten Stationen kaum noch in der ersten Mannschaft zum Einsatz.

## Erfolge
- Mexikanischer Meister: Apertura 2010
- Mexikanischer Zweitligameister: Apertura 2005, Saison 2006/07
- CONCACAF Champions League: 2011, 2012